# Clausicella floridensis
Clausicella floridensis är en tvåvingeart som först beskrevs av Townsend 1892.  Clausicella floridensis ingår i släktet Clausicella och familjen parasitflugor. Inga underarter finns listade i Catalogue of Life.